# Sjoerd Huisman
Sjoerd Huisman (ur. 19 czerwca 1986 w Andijk, zm. 30 grudnia 2013 w Avenhorn) – holenderski panczenista.

## Kariera
W 2009 roku odniósł zwycięstwo na mistrzostwach w Oostvaardersplassen.
W 2010 roku wygrał mistrzostwa maratońskie w Weissensee. W tym samym roku został również mistrzem maratońskim w jeździe na łyżworolkach.
Zmarł 30 grudnia 2013 roku w Avenhorn w wieku 27 lat, przyczyną śmierci było zatrzymanie akcji serca.